# Negociado
Se llama negociado a cada una de las divisiones en que, para mejor despacho, se clasifican en las oficinas los diferentes asuntos.

## Administración del Estado
Se llama negociado a una oficina o dependencia de la Administración del Estado a cuyo frente se halla un jefe de negociado (funcionario de categoría administrativa civil inmediatamente superior a la de oficial)
Es subdivisión de la sección, pero no existe regla que determine su carácter y competencia. Lógicamente parece que debería existir un negociado para cada género de negocios, por ejemplo: para cada una de las contribuciones. En la práctica no sucede así y se dan casos de que un negociado comprenda  muy diversos asuntos  y que esté desempeñado por un oficial. Depende ello de la intensidad de la vida económica y administrativa y del personal de que se disponga.